# Steinburg (Burgenlandkreis)
Steinburg (Burgenlandkreis) este o comună din landul Saxonia-Anhalt, Germania.